# Банкомат (фільм, 2012)
«Банкомат» (англ. ATM) — американський психологічний трилер Девіда Брукса. Прем'єра у США відбулася 17 лютого 2012 року. У фільмі розповідається про трьох людей, затиснутих у кабінку банкомата психопатичною фігурою в капюшоні.

## Сюжет
На різдвяній вечірці Девід (Браян Гераті) пропонує колезі Емілі (Еліс Ів) підвезти її додому. Неохоче він дозволяє своєму приятелю Корі (Джош Пек) приєднатися до них. Під час поїздки Корі просить Девіда зупинитись біля найближчого банкомату. Корі та Девід заходять у банкоматний кіоск, щоб зняти гроші, і, трохи згодом, Емілі приходить до них.
Збираючись йти, вони помічають фігуру людину в капюшоні, що спостерігає за ними неподалік паркування. Поки Корі пропонує повертатися в машину, Емілі та Девід відмовляються, вважаючи, що зовні грабіжник. Вони налякані, але розуміють, що незнайомець не зайде усередину без банківської картки. Раптом неподалік з'являється чоловік, який вигулює свого собаку. Людина в каптурі мовчки прямує до нього і вбиває випадкового свідка. Намагаючись зателефонувати до поліції, ті, хто замкнувся в банкоматі, розуміють, що залишили мобільні телефони в машині.
Тим часом людина в каптурі відключає систему опалення в банкоматному кіоску і температура всередині починає швидко знижуватися як у різдвяну ніч. Девід вирішує запропонувати людині в капюшоні 500 доларів, годинник і сережки, але незнайомцю, схоже, вони не потрібні. Скориставшись замішанням, Девід біжить до машини, щоб взяти телефон Емілі та зателефонувати до поліції. Він забирається в машину, бере телефон і бачить, що дроти обрізані. Людина в капюшоні атакує її з боку пасажирського вікна. Девід вибирається з машини й біжить назад у кіоск, але, на жаль, кидає телефон по дорозі. Емілі пише помадою «HELP» на склі кіоску.
Коли трійця починає остаточно замерзати, на паркуванні в'їжджає співробітник охоронної організації для перевірки банкомата. Він помічає напис на склі та поступово підходить до банкомата. Людина в каптурі підбирається до охоронця зі спини та забиває до смерті, залишаючи напівзамерзлу трійцю без жодної надії.
Через деякий час хтось у схожій зимовій куртці заходить до банкомата; Корі та Девід від несподіванки накидаються на нього і душать. Пізніше вони розуміють, що вбили невинну людину, яка просто йшла на роботу, а в банкомат зайшла, щоб зняти трохи готівки. Роздратований Корі вирішується на відчайдушний вчинок і вибігає з кіоску, але потрапляє у пастку і падає на асфальт. Людина в каптурі повільно підходить до Корі та встромляє йому в живіт викрутку.
Після кількох годин у кіоску, замерзлі Девід і Емілі бачать, що Корі ворушиться, і розуміють, що він ще живий. Вибравши момент, вони вибігають назовні, хапають Корі та біжать назад у кіоск. Поки Девід та Емілі намагаються зупинити кров, людина у каптурі підпирає єдиний вихід із кіоску автомобілем та намагається залити банкомат холодною водою. Кіоск швидко заповнюється водою, і Корі незабаром помирає від гіпотермії та втрати крові.
По коліно у воді, Девід та Емілі помічають на стелі пожежну сигналізацію. Набравши у відро для сміття рекламних буклетів, вони підпалюють їх. На плечах Девіда, Емілі вдається піднести полум'я з відра до сигналізації, від чого вона спрацьовує, але Девід випадково послизнувся і кидає дівчину. Невдало вдарившись головою під час падіння, Емілі вмирає.
Зневірений і розлючений Девід робить із пляшки з алкоголем, залишившись з вечірки, коктейль Молотова і кидає його у вбивцю в капюшоні, який тим часом влаштувався на стільчику і спостерігає за тим, що відбувається в кіоску, але тіло, що загорілося, виявляється трупом убитого охоронця. Прибуває поліція та пожежники, які бачать Девіда.
Поліція заарештовує Девіда та садить у машину. Коли Девіда відвозять, він через вікно намагається знайти в натовпі роззяв вбивцю, але бачить лише, що частина людей одягнені в схожі зимові куртки. Поліція знаходить відеокасету із записом із камери банкомата; стає очевидно, що вбивця спланував все так, щоб не потрапляти в поле зору камери, і складається враження, що за тим, що сталося, стоїть Девід.
У фіналі людина в каптурі, все ще невідома, повертається у свій притулок і сідає за робочий стіл, щоб спланувати нове вбивство.

## Актори
- Браян Гераті як Девід Харгроув, біржовий брокер, який, здається, має проблеми з роботою, особливо коли телефонний дзвінок з його клієнтом «Містер Дін» закінчився
- Еліс Ів як Емілі Брандт, любовний інтерес і співробітниця Девіда
- Джош Пек як Корі Томпсон, ледачий найкращий друг та інший співробітник Девіда
- Майк О'Брайан у ролі Людини
- Роберт Гукулак — Роберт
- Ернесто Гріффіт — охоронець
- Браян Кларк в ролі Джеррі
- Даніель де Ягер — Люк
- Омар Хан — християнин
- Аарон Хьюз — патрульний
- Вілл Войтович у ролі Сарджента
- Глен Томпсон в ролі Гарольда

## Історія створення
Знімання розпочалися у вересні 2010 року у Вінніпезі, Манітоба. Актриса Марґарита Левієва повинна була зіграти головну жіночу роль, перш ніж її замінила Еліс Ів.

## Історія випуску
6 березня 2012 року фільм вийшов для таких служб, як Comcast і Zune. 31 липня 2012 року фільм вийшов на DVD і Blu-ray. Обидва формати містять 90-хвилинну версію фільму з рейтингом R, а також 85-хвилинну режисерську версію без рейтингу. Вони також включають залаштунковий короткометражний фільм і трейлер.

## Критика
На вебсайті агрегатора оглядів Rotten Tomatoes фільм має рейтинг 12 % на основі 26 оглядів із середнім рейтингом 4,06/10.